# Bellerose
Bellerose és una població dels Estats Units a l'estat de Nova York. Segons el cens del 2000 tenia 1.173 habitants.

## Demografia
Segons el cens del 2000, Bellerose tenia 1.173 habitants, 378 habitatges, i 333 famílies. La densitat de població era de 4.529 habitants/km².
Dels 378 habitatges en un 42,6% hi vivien nens de menys de 18 anys, en un 78,3% hi vivien parelles casades, en un 6,3% dones solteres, i en un 11,9% no eren unitats familiars. En el 9,8% dels habitatges hi vivien persones soles el 5,6% de les quals corresponia a persones de 65 anys o més que vivien soles. El nombre mitjà de persones vivint en cada habitatge era de 3,1 i el nombre mitjà de persones que vivien en cada família era de 3,32.
Per edats la població es repartia de la següent manera: un 25,4% tenia menys de 18 anys, un 7,5% entre 18 i 24, un 27% entre 25 i 44, un 28,6% de 45 a 60 i un 11,4% 65 anys o més.
L'edat mediana era de 39 anys. Per cada 100 dones de 18 o més anys hi havia 92,7 homes.
La renda mediana per habitatge era de 100.263 $ i la renda mediana per família de 110.404 $. Els homes tenien una renda mediana de 72.917 $ mentre que les dones 50.625 $. La renda per capita de la població era de 36.446 $. Cap de les famílies i el 0,9% de la població estaven per davall del llindar de pobresa.